# USS Delaware (SSN-791)
O USS Delaware é um submarino nuclear de ataque operado pela Marinha dos Estados Unidos e a décima oitava embarcação da Classe Virginia. Sua construção começou em abril de 2016 nos estaleiros da Newport News Shipbuilding na Virgínia e foi lançado ao mar em dezembro de 2018, sendo comissionado na frota norte-americana em abril de 2020. É armado com doze lançadores verticais de mísseis e quatro tubos de torpedo de 533 milímetros, tem um deslocamento de quase oito mil toneladas e alcança uma velocidade máxima de 32 nós submerso.